# Тюлесанд (готель)
Готель Тюлесанд (швед. Hotel Tylösand) — чотиризірковий спа-готель в Тюлесанді, передмісті Хальмстада (12 км), Швеція.

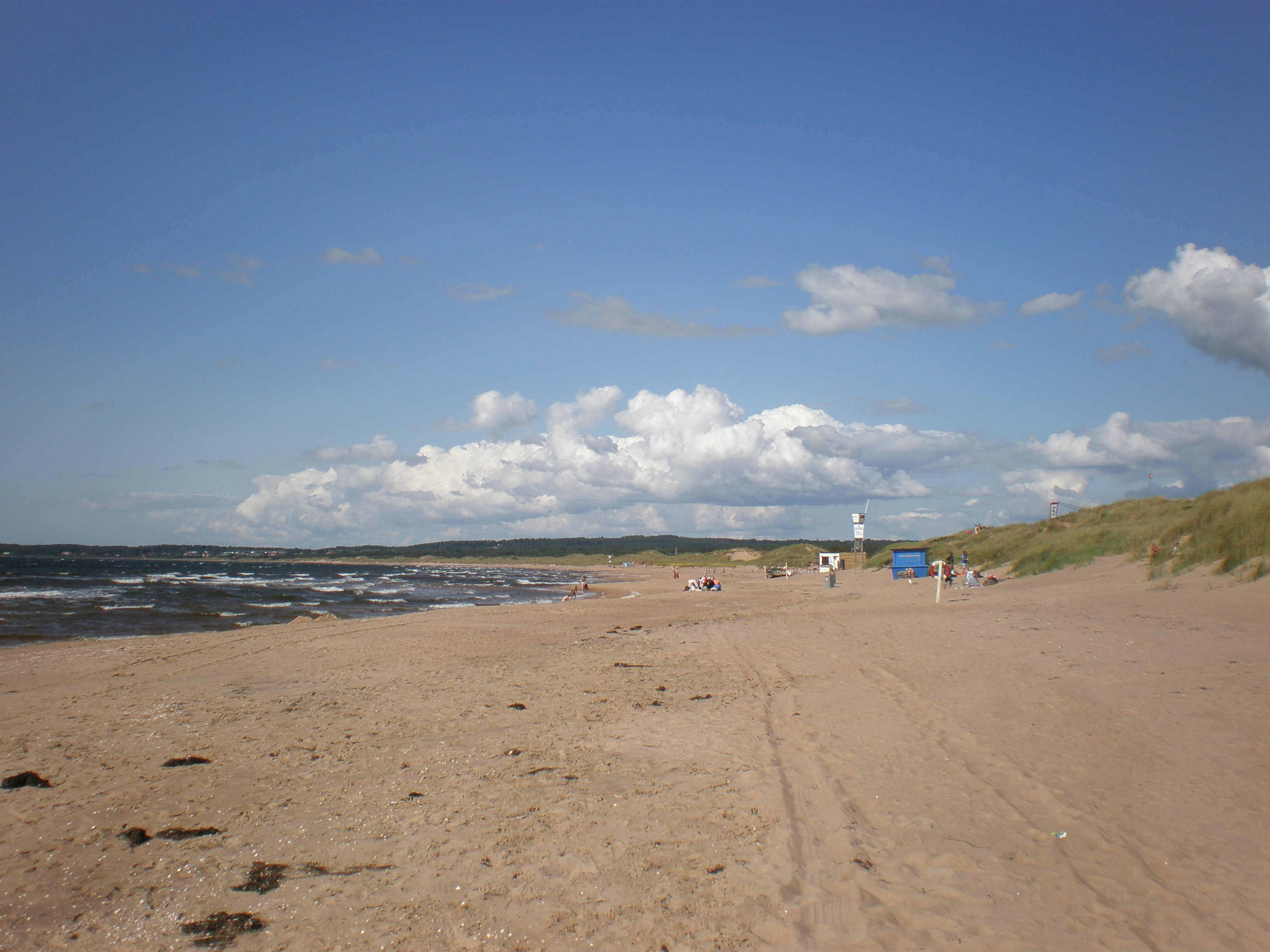
Піщаний пляж біля готелю Тюлесанд

Готель розташований на березі Північного моря, має вихід до моря і власний піщаний пляж. У 2007 році, Тюлесанд був оголошений найкращим спа-готелем Швеції, а також найкращим готелем Швеції для проведення конференцій та корпоративних нарад.

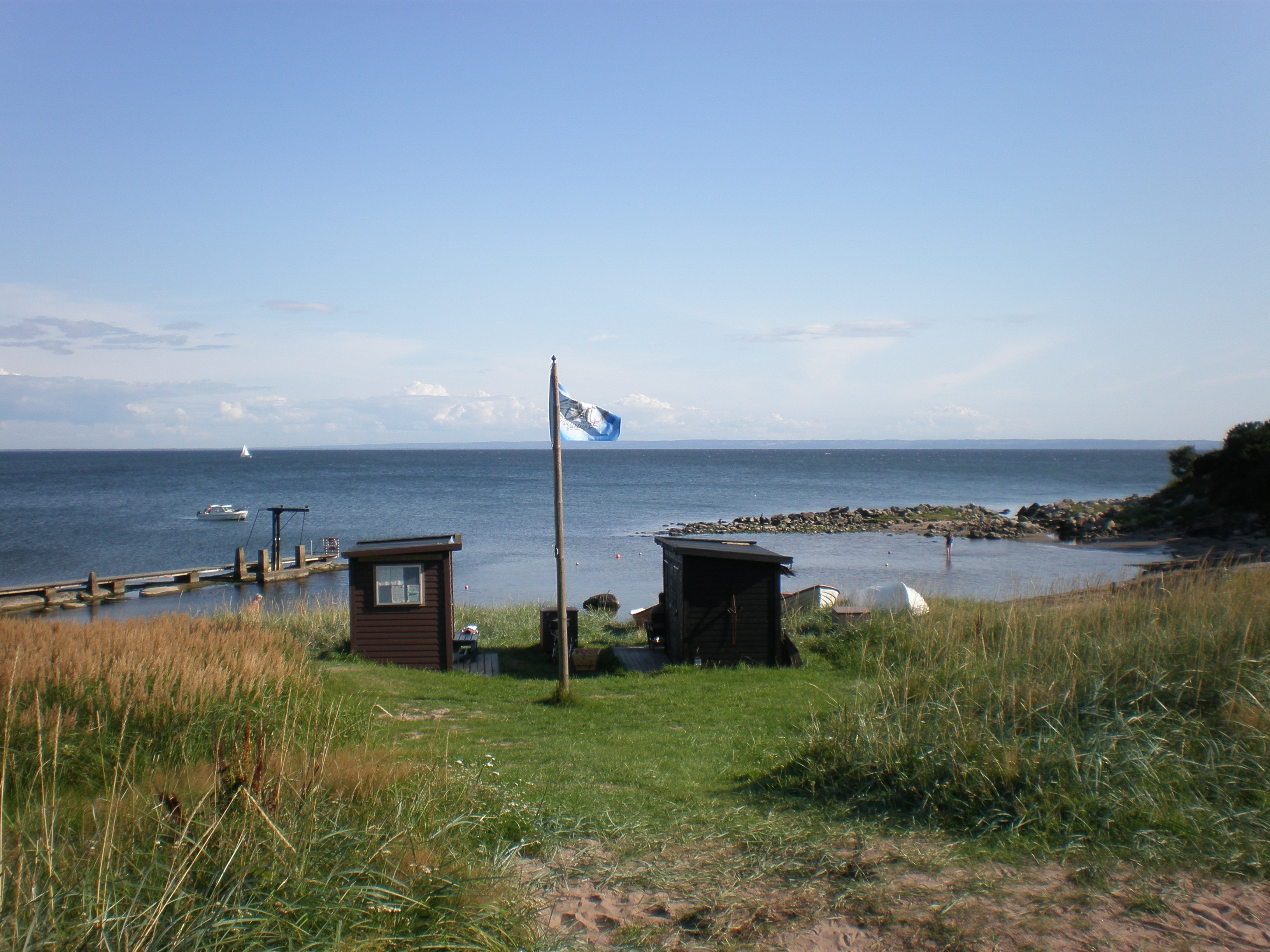
Тювахолан

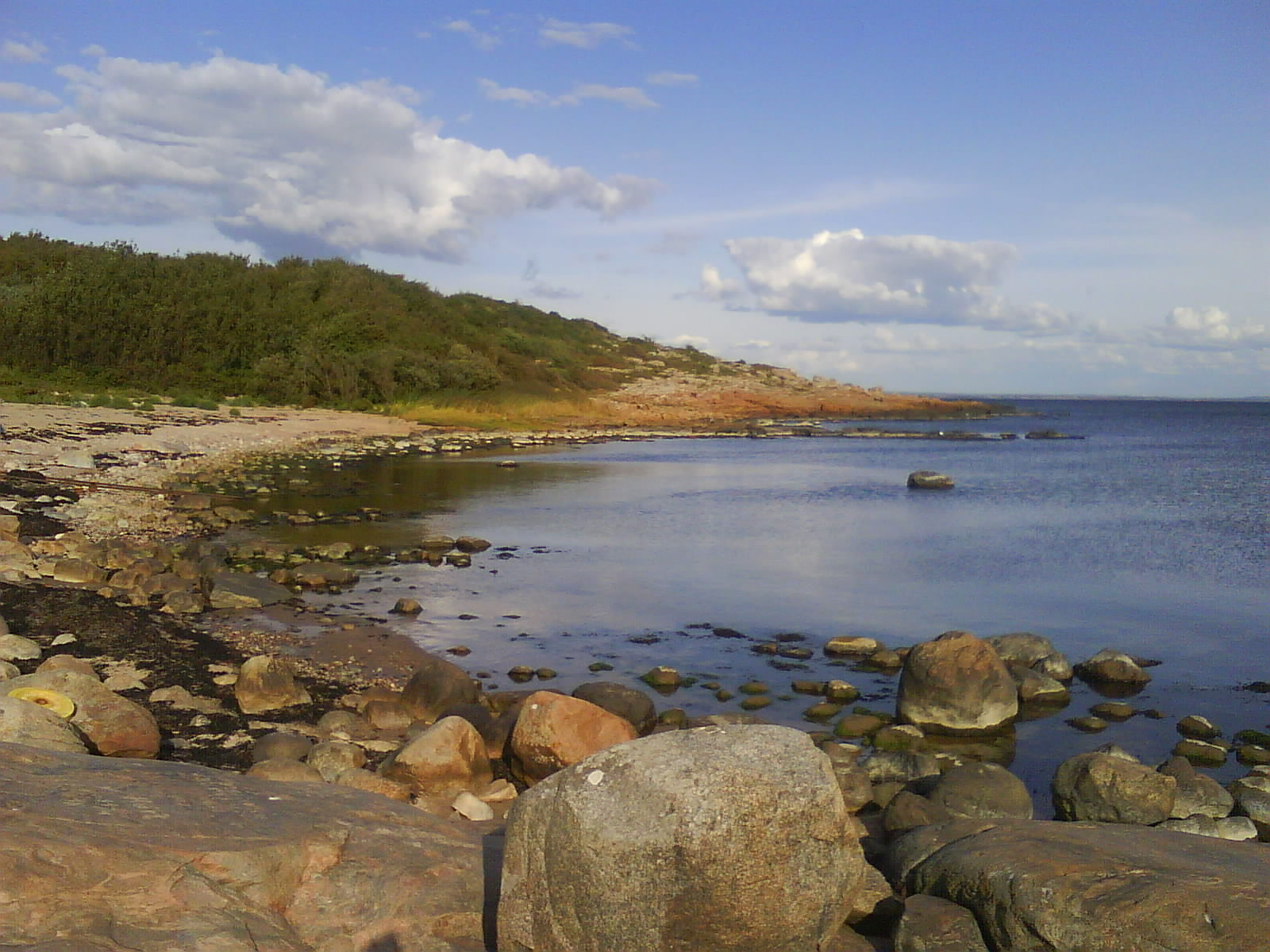
Море біля Тювахолан.

## Історія
Готель Тюлесанд був побудований в середині 1950 року. 7 липня 1995 року готель купили музикант Пер Гессле та Бьорн Нордстранд, колишній голова шведського телеканалу TV4. Була зроблена велика реконструкція будівлі, і з того часу готель зберігся до сьогодні.

## Бар Leif's Lounge
Відомий перш за все шанувальникам творчості групи Roxette і Пера Гессле. У барі є сцена, на якій неодноразово проводилися концерти музикантів.
Стіни бару обвішані численними золотими і платиновими музичними нагородами Roxette (на фото) і Gyllene Tiger за підсумками продажів їх музичних альбомів. Нагороди зібрані зі всього світу — Німеччини, Італії, Франції, Канади, Австралії, Великої Британії, Швеції, ПАР та інших країн.

У барі представлена колекція гітар Пера Гессле, а також колекція афіш-постерів до концертів Roxette і Gyllene Tiger. Під склом можна побачити листи звукозаписуючих компаній, датовані 1975-78 роками, в яких відомі лейбли відмовляли Gyllene Tider у випуску їх музичних записів. Добившись світового визнання, музиканти вирішили не тільки зберегти ці листи, але і виставити їх на огляд публіки.
Однією з головних визначних пам'яток бару є двері неіснуючої нині студії «Tits & Ass». У цій студії були записані демо-версії, а також альбомні версії найвідоміших хітів Gyllene Tider і Roxette. Наприкінці 1990-х будівлю студії було знесено, але дерев'яні двері, розписані шанувальниками музикантів, залишилися, і тепер зберігаються в барі Leif's Lounge.

## Конференц. зали
- «Lennon» — в честь Джона Леннона
- «Rolling Stones — Beatles»
- «Roxette — Fredriksson» — в честь гурту Roxette і колеги Пера по дуету, співачки Марі Фредрікссон
- «Haverdal — Steninge»
- «Vilsharad — Ringenas»
- «Frosakull — Herrgardshuset»
- «Harplinge — Sandhamn» — передмістя Хальмстада, в Сандхамні знаходиться будинок, де зараз живе Пер Гессле
- «Kongress — Skagerack»

## СПА
У готелі є великий басейн, дві джакузі, фінська і турецька сауни, контрастний душ і ванни. З оригінальних рішень — басейн просто неба з теплою водою (знаходиться на фасаді будівлі, що виходить на пляж), а також басейн в якому є висока лава, на яку можна лягти і лежати у воді не боячись потонути, при цьому стеля виконана у вигляді зоряного неба, а стіни кімнати мають звукоізоляцією.

## Ресторан Tylöhus
В готелі також є власний ресторан, в котрому працюють відомі у Швеції шеф-кухарі.